# Copris youngai
Copris youngai là một loài bọ cánh cứng trong họ Bọ hung (Scarabaeidae).